# Marko Schröder
Marko Schröder (* 18. Mai 1966) ist ein ehemaliger deutscher Fußballspieler. Im Trikot von Bayer 04 Leverkusen kam er zwischen 1989 und 1992 zu insgesamt acht Bundesligaeinsätzen und erzielte dabei ein Tor.

## Karriere
Der Stürmer spielte zunächst für TuS Roland Bürrig aus Leverkusen, danach  beim VfL Leverkusen, bevor er 1986 von Bayer 04 Leverkusen verpflichtet wurde. Dort kam er überwiegend für die Amateurmannschaft in der Oberliga Nordrhein zum Einsatz. Am 12. Mai 1990 beim 1:3 gegen Werder Bremen wurde Schröder von Trainer Jürgen Gelsdorf erstmals im Profi-Kader eingesetzt. In der Oberligasaison 1990/91 wurde der Angreifer mit 19 Treffern Torschützenkönig. Im Winter 1992 wechselte er für ein halbes Jahr in die 2. Fußball-Bundesliga zum FC Remscheid, für den er sieben Spiele absolvierte. Zur Saison 1992/93 wechselte Marko Schröder zum Zweitligakonkurrenten SC Fortuna Köln. Beim Oberligisten FV Bad Honnef wurde er in der Saison 1993/94 mit 23 Treffern erneut Torschützenkönig der Oberliga Nordrhein. Daraufhin verpflichtete ihn im Sommer 1994 Oberligakonkurrent Rot-Weiß Oberhausen, den Schröder (25 Tore) gemeinsam mit Sturmpartner Holger Gaißmayer (26 Tore) zum Titelgewinn und Aufstieg in die Regionalliga West/Südwest schoss. Nach zwei Jahren und 47 Spielen (31 Tore) verließ er RWO 1996. Schröder spielte für den SCB Preußen Köln, als er 1998 die Diagnose Lymphdrüsenkrebs erhielt. Er überstand die Erkrankung und kehrte zu seinem Heimatverein VfL Leverkusen zurück, für den er noch bis 2004 aktiv war. Mit dem Verein stieg er 2002/03 noch einmal von der Landesliga in die Verbandsliga auf.
Im Rahmen der sogenannten Traditionself ist er auch heutzutage gelegentlich noch für Bayer 04 Leverkusen aktiv.